# Spovsnäppa
Spovsnäppa (Calidris ferruginea) är en liten vadare som tillhör familjen snäppor. Den häckar i norra Sibirien och övervintrar främst i Västafrika. Under flyttningen passerar den stora delar av Europa. Arten är talrik men minskar relativt kraftigt i antal, så pass att den sedan 2024 är upptagen på IUCN:s lista över utrotningshotade arter.

## Utseende
Spovsnäppan är något större än kärrsnäppan och mäter 19–21 centimeter. I jämförelse med kärrsnäppan har den en längre svagt nedåtböjd näbb, längre hals och ben och vit undergump. Adult i häckningsdräkt har mönstrad grå ovansida och tegelrött huvud och undersida. På vintern är fågeln ljusgrå ovan och vit undertill, med ett tydligt vitt ögonbrynsstreck. Juvenilen har gråbrun ovansida, vit buk och persikofärgat bröst.

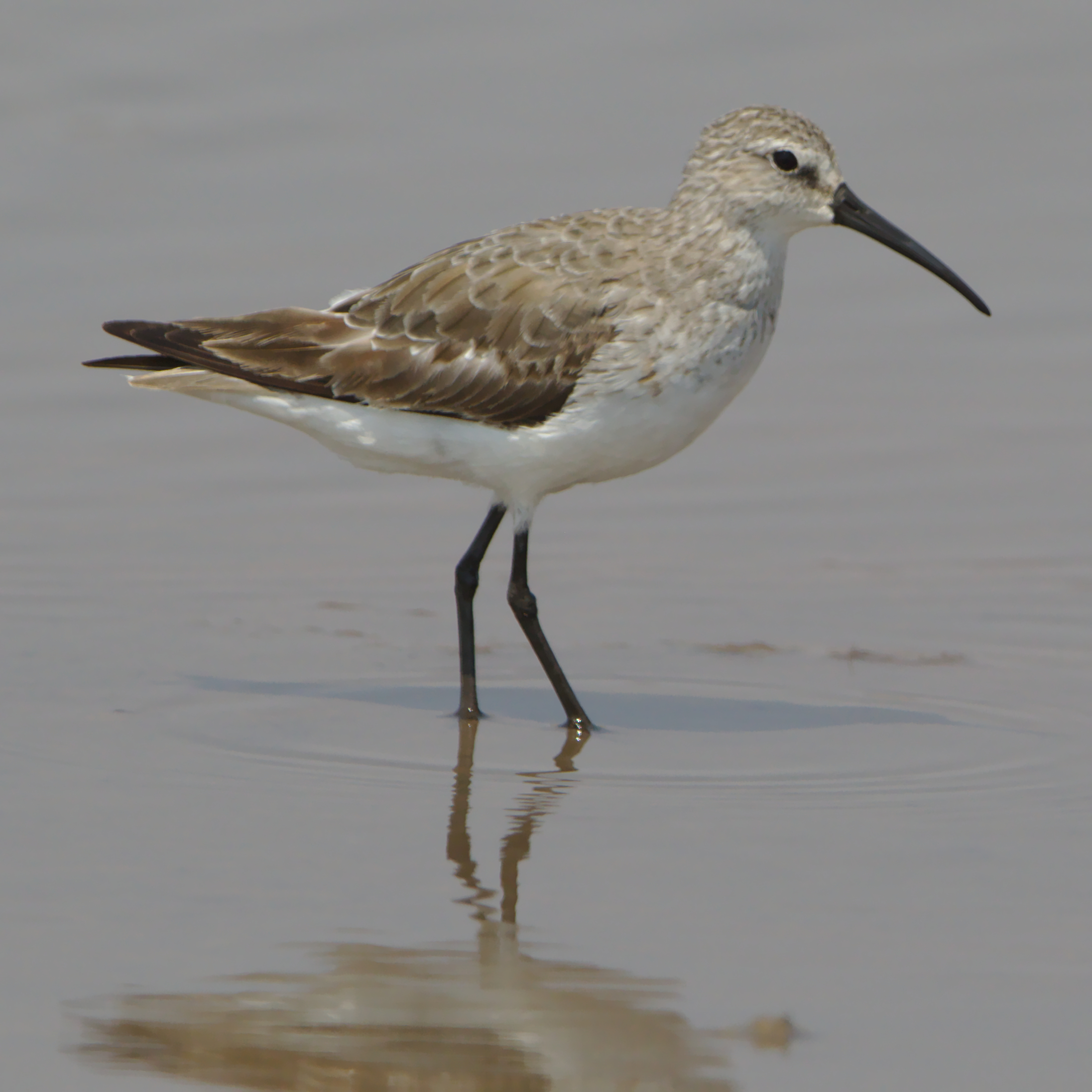
Spovsnäppa i vinterdräkt fotograferad i Sydafrika.

## Läte
Locklätet som hörs i flykten är ett kvittrigt och kort "tirripp", tydligt skilt från kärrsnäppans surrande men rätt likt mosnäppa, dock grövre. Spellätet är rätt komplext och påminner om styltsnäppan.

## Utbredning och flyttning
Spovsnäppan är en långflyttande flyttfågel som häckar i norra Sibirien från halvön Jamal och österut till Tjaunskajabukten, och på Nysibiriska öarna och Wrangels ö. Arten flyttar utmed specifika flyttningsrutter och den övervintrar främst i Afrika, där cirka 70% av de individer som flyttar utmed den östatlantiska flyttkorridoren övervintrar i Bijagosöarna i Guinea-Bissau. Den övervintrar även i södra och sydöstra Asien och Australasien. Trots att den har ett östligt häckningsområde är spovsnäppan vanlig i västra Europa under höstflyttningen åt söder, eftersom merparten av flyttningen går i sydvästlig riktning.
Efter häckningen lämnar de adulta fåglarna häckningsområdena före juvenilerna. Hanarna flyttar i början av juli, ungefär tre till fyra veckor innan honorna och först fyra till sex veckor senare flyttar juvenilerna. Arten passerar Europa i juli och når Afrika från mitten av juli till september. Vårflytten påbörjas i slutet av april till maj och de når sina arktiska häckningsområden i början av juni. Under sitt första år stannar många individer i vinterkvarteren och många icke-häckande adulta fåglar översomrar precis söder om häckningsområdena.

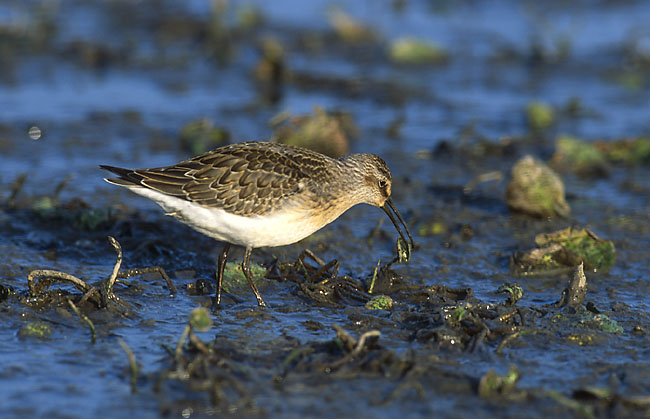
Juvenil spovsnäppa.

## Ekologi
Spovsnäppan är utanför häckningen en social fågel som bildar flockar med andra småvadare, särskilt med kärrsnäppan. Dessa flockar kan ute vid kusten bestå av flera hundra individer men brukar vara mindre inåt land.

### Häckning och biotop

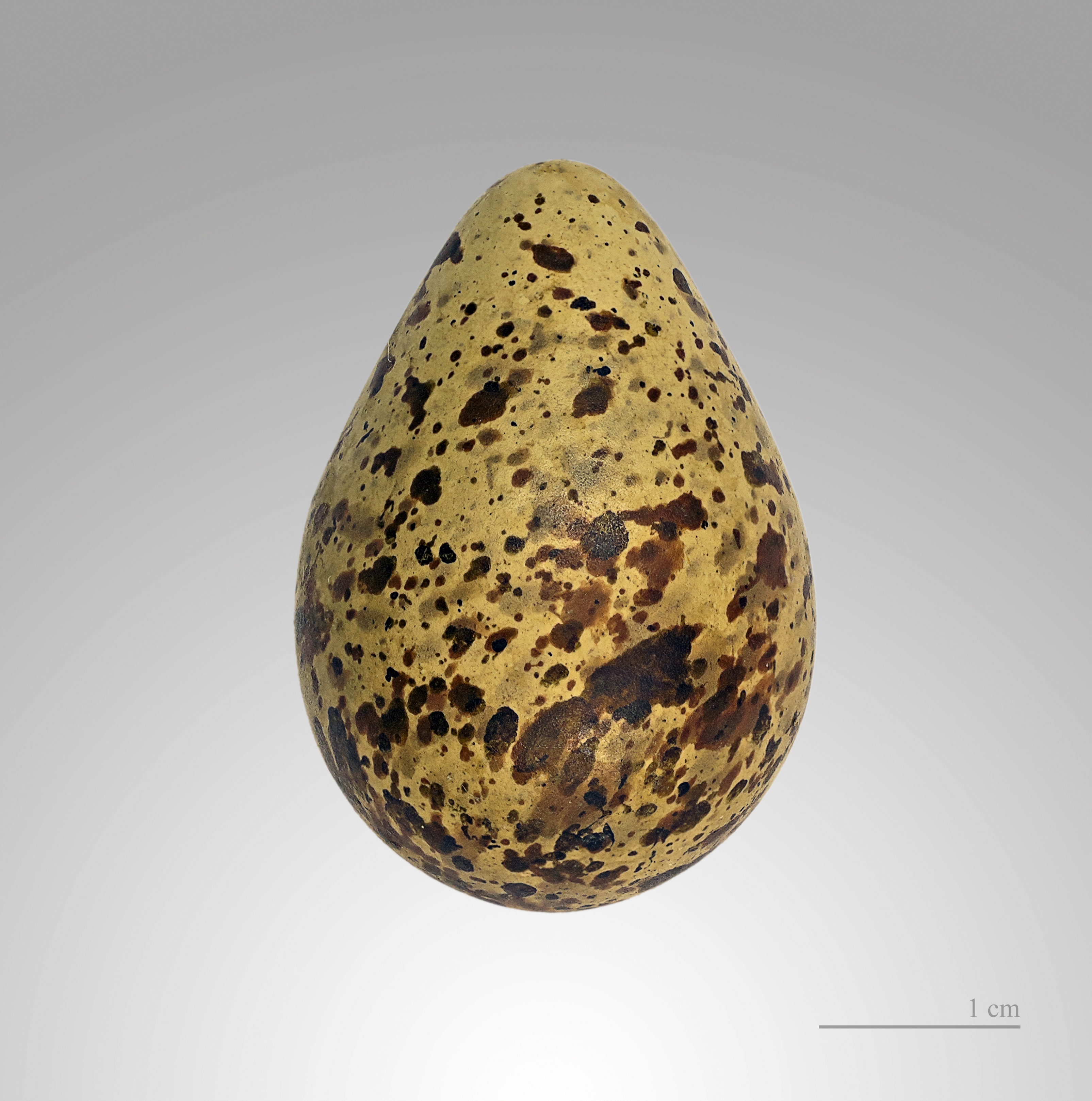
Ägg av spovsnäppa.

Spovsnäppan häckar på den högarktiska tundran under perioden juni–juli. Den placerar sitt bo på något upphöjda platser på låglandsmark, gärna på flacka sydsluttningar men även utmed kusten och på öar. Den föredrar öppen tundra i närheten av våtmark eller pölar med smältvatten. Hanen utför spelflykt under  parningsleken. Boet placeras direkt på marken och honan lägger i genomsnitt tre till fyra ägg.

### Föda
Den födosäker i våt lera på myrar och vid kusten och lokaliserar oftast födan med hjälp av synen. De lever främst av insekter och små ryggradslösa djur.

## Taxonomi och systematik
Spovsnäppan beskrevs som art 1763 av Erik Pontoppidan den yngre som Tringa Ferrugineus. Genetiska studier visar att spovsnäppan troligen står närmast styltsnäppan. Man har funnit att spovsnäppan i mycket sällsynta fall kan hybridisera med tuvsnäppa och avkomman kallas för "coxsnäppa" (C. melanotos X C. ferruginea). Det finns även dokumenterat hybridisering mellan spovsnäppa och spetsstjärtad snäppa (Calidris ferruginea X Calidris acuminata) och denna hybrid kallas för "coopersnäppa".

## Spovsnäppan och människan

### Status och hot
Spovsnäppan har ett mycket stort utbredningsområde och dess population är stor, uppskattad till mellan 420 000 och 960 000 vuxna individer. Studier visar dock att den minskar kraftigt i antal, så pass att den sedan 2024 anses vara utrotningshotad av IUCN, placerad i kategorin sårbar (VU). Vad som driver minskningen är inte fastställt, men troligen är habitatförlust (framför allt på rast- och övervintringsplatser), effekter av klimatförändringar (i synnerhet minskat häckningsframgång), störningar och jakt bidragande.
Senaste data från Västafrika, där cirka 35 % av beståndet övervintrar, visar på en katastrofal minskning mellan 2011 och 2020, motsarande cirka 80 % över tre generationer, även om tidigare data uppvisar en mer begränsad minskning eller ingen minskning alls. Även studier i Sydöstasien, östra och södra Afrika (också härbärgerande 35 % av världspopulationen vintertid) visar att den har minskat kraftigt, i allt ökande takt. I Sydasien är uppgifterna mer anekdotiska, men pekar ändå på en minskning även där.
I Indien hotas övervintrande spovsnäppa av fångst, habitatförlust och minskad nederbörd som ändrar salthalten. En viktig övervintringsplats i Namibia, Walvis Bay, har också påverkats av vägbyggen, exploatering och störningar från turism. Spovsnäppan är också mottaglig för fågelinfluensa och fågelburen botulism och kan därför påverkas negativt av eventuella framtida utbrott.

### Namn
Förr har den även kallats för bågnäbbad strandvipa, bågpytta och bågnäbbad snäppa. Spovsnäppans vetenskapliga artnamn ferruginea betyder "rostfärgad", efter latinets ferrugo eller ferruginis , "rost av järn".